# Zwiebackfabrik Ferd. Stemler
Die Zwiebackfabrik Ferd. Stemler ist ein 1788 in Friedrichsdorf gegründetes Unternehmen, das Zwieback und andere Nahrungsmittel herstellte. Die Nahrungsmittelproduktion wurde im Jahr 1975 eingestellt; seitdem verwaltet die Firma Stemler die Liegenschaft in der Wilhelmstraße in Friedrichsdorf, auf dem sich heute noch Teile der historischen Fabrikanlage befinden. Das größere der erhaltenen Fabrikgebäude ebenso wie auch die benachbarte Fabrikantenvilla stehen unter Denkmalschutz. Zum Areal gehört heute auch die denkmalgeschützte Villa Garnier, die aber mit der Zwiebackfabrik nicht in Verbindung stand.

## Unternehmen
Friedrichsdorf war für die Produktion von Zwieback so bekannt, dass die Stadt den Beinamen Stadt des Zwiebacks erhielt. Die Zwiebackfabrik von Ferdinand Stemler ist gemäß der Unternehmenschronik die älteste in Friedrichsdorf. Unternehmensgründer war der Bäcker Christoph Stemler, der 1788 die Bäckerei seines Bruders Reinhold Stemler in Friedrichsdorf übernahm. Vorher hatte er in den Niederlanden und auf niederländischen Kriegsschiffen gelebt und dort feinen Zwieback kennen gelernt. Er begann in Friedrichsdorf mit Erfolg Zwieback zu produzieren. Das neue Produkt scheint in Friedrichsdorf gute Aufnahme gefunden zu haben. 1831 starb Christoph Stemler und sein Sohn Friedrich übernahm die gut gehende Bäckerei. 1859 übergab er die Bäckerei seinen beiden Söhnen Ferdinand und August. Unter deren Leitung (nach dem Tod Augusts 1884 war Ferdinand Alleininhaber) wurden die handwerklich erzeugten Produkte in der ganzen Region, insbesondere in Frankfurt am Main und den wachsenden Kurstädten Homburg und Nauheim vertrieben.
1891 wurde Louis August Achard, der Sohn einer Schwester des kinderlosen Ferdinand, Geschäftsführer. Er wandelte den Handwerksbetrieb in eine Zwiebackfabrik um. 1897 wurde die Produktion aus der kleinen Bäckerei im Zentrum Friedrichsdorfs in ein modernes Fabrikgebäude am Stadtrand verlagert. Auf dem 14.000 m² großen Gelände an der Wilhelmstraße errichtete er neben dem Betriebsgebäude aus rotem Bachstein eine Villa für sich und seine Frau Christine Emilie geb. Stemmler.
Gleichzeitig beendete er die Produktion aller anderen Backwaren und war nun ausschließlich Hersteller von Zwieback. Am 26. Juni 1909 wurde das Unternehmen als offene Handelsgesellschaft unter der Firma Ferd. Stemler ins Handelsregister beim Amtsgericht Homburg v. d. Höhe eingetragen.
Die Produktionspalette wurde später wieder erweitert. In der Weimarer Republik wurden neben Zwieback auch Backwaren wie Lebkuchen, Salzbrezeln und Kekse industriell hergestellt.

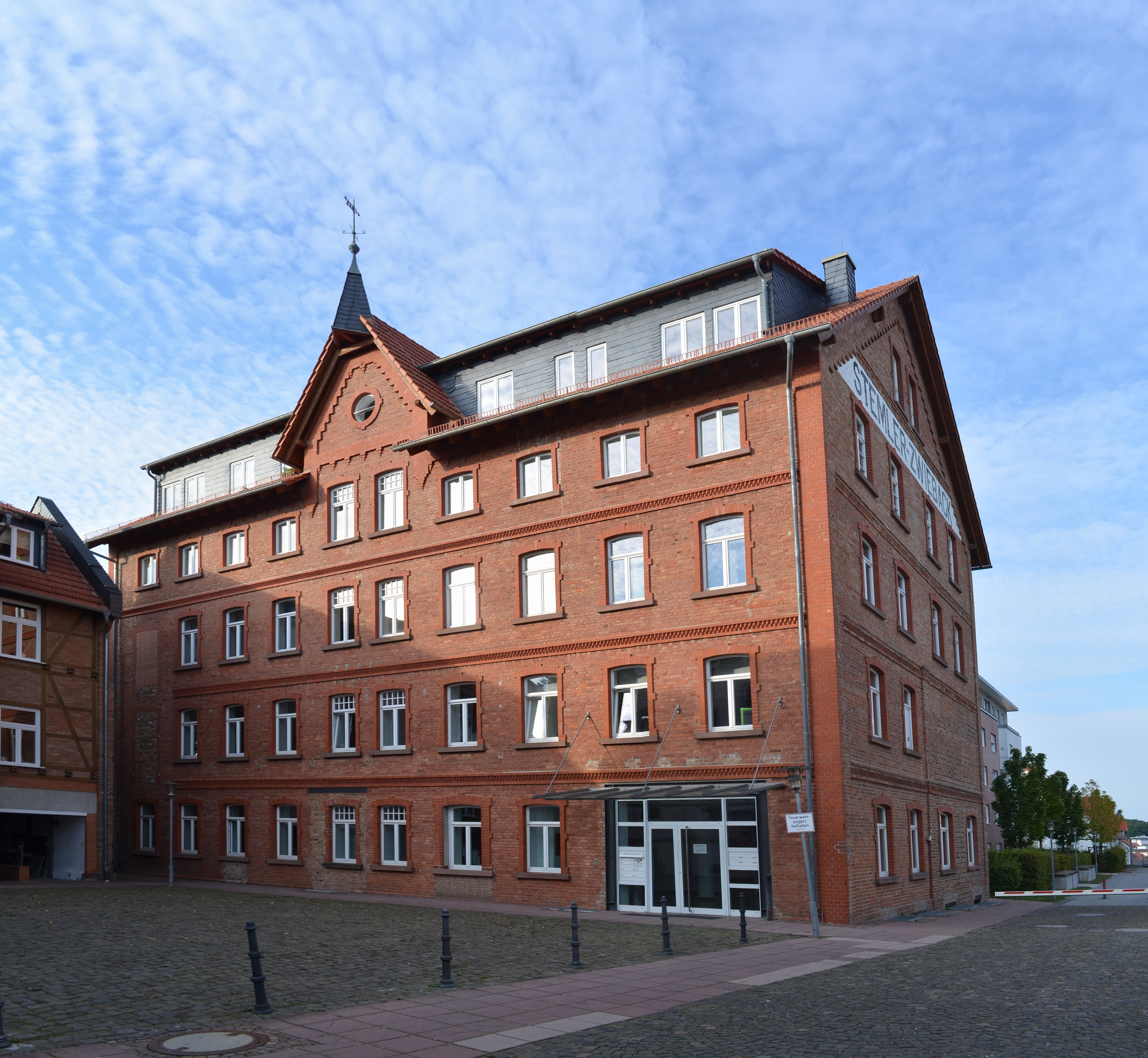
Gebäude der Zwiebackfabrik Ferd. Stemler

Louis August Achard blieb bis zu seinem Tod im Jahre 1943 Geschäftsführer, unterstützt durch seinen Bruder Clement, der für den kaufmännischen Bereich verantwortlich war. Danach wurde seine Witwe Alice Achard, geborene Rousselet, Alleininhaberin und Leiterin. Sie starb 1967 und damit erlosch die Gesellschaft. Ernst Alfred Rousselet führte das Unternehmen noch einige Jahre in der Rechtsform einer Einzelhandelsfirma weiter, bevor er seinen Betrieb an die neugegründete Firma Pauly-Ferd. Stemler & Co. GmbH KG verpachtete. Die Unterlagen des Unternehmens sind im Hessischen Wirtschaftsarchiv deponiert.

## Fabrikgebäude
Das Fabrikgebäude ist ein viergeschossiger Bau mit Satteldach. An der Traufseite besteht ein Zwerchhaus mit auffallender Walmnase. Die Giebelseite trägt den großen Schriftzug Stemler Zwieback. Das Fabrikgebäude besteht aus Backstein, die aus unterschiedlichen Erden bestehen und dadurch eine farbliche Abhebung der Gesimse, des gotisierenden Stufenfrieses an Traufe und Giebeln und den pseudorustizierenden Fensterrahmungen vom unverputzten Rot der Wände erlauben.

## Villa Stemler

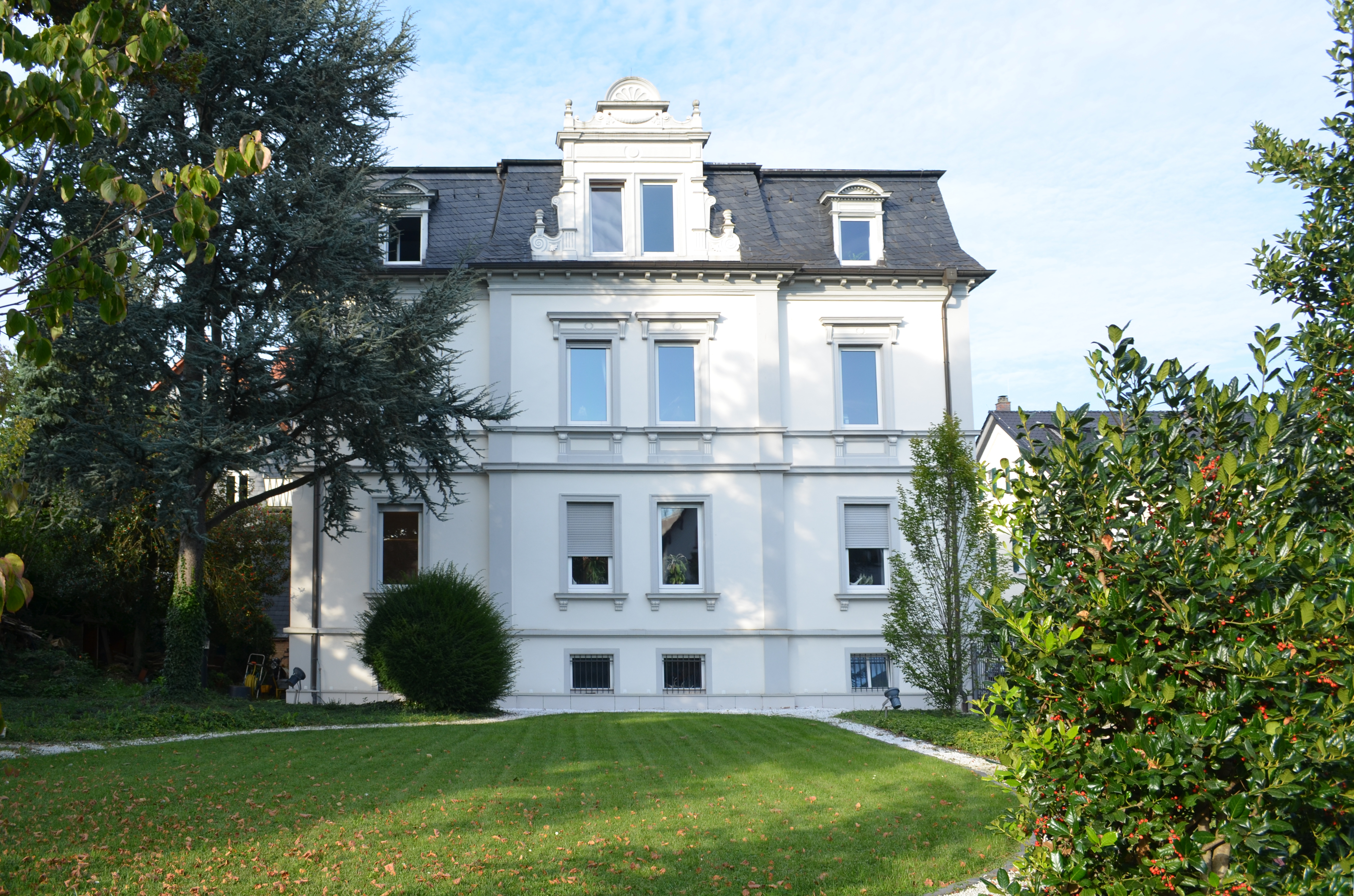
Villa Stemler

Die Villa Stemler wurde 1896 nach Plänen des Kirdorfer Bauunternehmers H. Braun im Stil des Neobarock als Familienwohnhaus erbaut. Die Schaufassade ist dem Garten zugewandt und vierachsig mit einem Mittelrisalit angelegt. Der Mittelrisalit wird von einem Frontispiz bekrönt, dessen Oberseite eine Halbmuschel bildet.